# Улица Баженова (Калуга)
Улица Баженова — очень короткая, около 80 м, улица в исторической части Калуги. Проходит продолжением улицы Кутузова к Каменному мосту, составной частью входит в одну из основных транспортных магистралей города.

## История
Улица была запланирована на генеральном плане застройки города 1778 года. Прошла по границе прежней городской крепости. После учреждения Калужского наместничества (1775) здесь стал формироваться новый административный центр города, с 1780 года возводился ансамбль Калужских присутственных мест, завершил их строительство в 1809 году архитектор И. Д. Ясныгин. Все корпуса были соединены арками с переходами, так образов самое длинное в Калуге здание..
В 1780 окончен постройкой Каменный мост. В 1785 году архитектором, автором генерального плана застройки Калуги, П. Р. Никитиным у начала Каменного моста был возведён памятный обелиск, первоначально на нём были установлены гербы всех двенадцати городов Калужского наместничества с указанием расстояния до каждого из них от административного центра наместничества.
9 ноября 1918 года на прилегающей к улице территории был торжественно заложен памятник Ф. Энгельсу. В этой связи было решено переименовать и Каменномостскую улицу в проспект Ф. Энгельса. Автором проекта памятника выступил скульптор А. Н. Ребров, памятник был торжественно открыт 7 ноября 1931 года, прилегающую территорию с участием горожан к 1934 году превратили в сквер имени Энгельса. Во время немецкой оккупации в октябре-декабре 1941 года памятник был разрушен, но после освобождения Калуги его восстановили. В 1950 году памятник Ф.Энгельсу был демонтирован из-за того, что его автор был репрессирован.
В 1950 году на месте бывшего пустыря около Березуйского оврага был разбит сквер. В сквере был установлен бюст великого русского писателя Александра Сергеевича Пушкина, изготовленный работниками Калужской скульптурно-художественной фабрики. Трудовой коллектив обратился с ходатайством к исполкому горсовета о присвоении скверу имени Пушкина.
Бетонный бюст Пушкина выполнил скульптор В. Н. Домогацкий, а отливку произвёл Г. Клименко, торжественное открытие состоялось в 1950 году.
В 1950-х годах по проекту архитектора В. А. Попова на улице было возведено здание для клуба железнодорожников. В здание клуба были органично включены два восстановленных после войны двухэтажных дома бывшего соборного причта 1796 года постройки. Эта постройка получила премию в 1953 году. Ныне здесь работает Концертный зал имени С. И. Танеева, организован музей «История развития музыкального образования в Калужском крае им. В. К. Крупичатова».
Современное название дано улице в честь русского архитектора Василия Ивановича Баженова (1737/1738—1799)

## Достопримечательности
Памятник А. С. Пушкину
Обелиск у Каменного моста (1785 г., арх. П. Р. Никитин. Памятник монументального искусства федерального значения)
Каменный мост (1785 г., арх. П. Р. Никитин. Памятник архитектуры федерального значения)